# Маеста (Мачерата)
Маеста (итал. Maestà) насеље је у Италији у округу Мачерата, региону Марке.
Према процени из 2011. у насељу је живело 221 становника. Насеље се налази на надморској висини од 216 м.